# Lizinopril
A lizinopril egy szintetikus peptid-származék, orálisan adható, hosszú ideig ható angiotenzin-konvertáló enzim gátló (ACE-gátló) gyógyszer, melyet magas vérnyomás, valamint a kongesztív szívelégtelenség egyes eseteinek kezelésére használnak. Az ACE gátlók csökkentik az angiotensin II képződését, és ezáltal ellazítják az artériás simaizmokat és tágítják az artériákat, így a szív könnyebben tudja a vért pumpálni és a vérellátás javul.
Történetileg a lizinopril volt a harmadik ACE-gátló a kaptopril és az enalapril után, és az 1990-es évek elején került be a terápiába. A lizinoprilt számos tulajdonsága megkülönbözteti a többi pril származéktól. A lizinopril nem prodrug (előhatóanyag), mint a többi ACE-gátló, nem metabolizálódik a májban, hanem változatlanul ürül a vizelettel, hidrofil karakterű, 4 ionizációra képes funkciós csoportot is tartalmaz (két savas COOH; két bázikus csoport: egy primer és egy szekunder amin), hosszú féléletidejű (12 óra).

## Hatása
Az ACE inhibitorok előnyös hatása hipertóniában és szívelégtelenségben elsősorban a plazma-renin-angiotensin aldoszteron rendszerének gátlásában mutatkozik. A renin endogén enzim, ami a vesében szintetizálódik és innen jut a keringésbe, ahol az angiotensinogént angiotensin I-é, egy viszonylag inaktív decapeptiddé konvertálja. Az angiotensin I -t ezután az angiotenzin konvertáló enzim , egy peptildipeptidáz, angiotenzin II-vé alakítja. Az angiotenzin II potens vasoconstrictor, ami az artériás érszűkületért és a megnövekedett vérnyomásért valamint a mellékvese stimulálása révén a fokozott aldoszteron képzéséért felelős. Az ACE gátlása a plazma angiotensin II csökkenését eredményezi, ami csökkent vasoconstrictor hatáshoz és aldoszteron képzéshez vezet. Bár az utóbbi csökkenése csekély, kis mértékű szérum kálium szint emelkedés előfordulhat, nátrium és folyadékveszteség mellett. Az angiotenzin II renin szekrecióra gyakorolt negatív „feed-back”-jének megszüntetése a plazma renin aktivitásának növekedését eredményezi.
A konvertáló enzim másik funkciója a vasodepressiv kinin peptid bradykinin hatásának lebontása inaktív metabolittá. Ezért az ACE bénítása a keringő és helyi kallikrein-kinin-rendszer fokozott aktivitását eredményezi, ami megakadályozza a perifériás vasodilatációt a prosztaglandin rendszer aktiválásával. A lisinopril gátolhatja a bradikinin, egy hatékony vasodepresszív peptid lebomlását is. Lehetséges, hogy ez a mechanizmus játszik szerepet az ACE inhibitorok hypotoniás hatásában és ez felelős bizonyos mellékhatásokért. 
A lizinopril csökkenti a vérnyomást a szív ritmusának kompenzatorikus növelése nélkül. Hemodinamikai vizsgálatokban a lizinopril a perifériás artériás ellenállást jelentősen csökkentette. A renális plazma átáramlásra vagy a glomorulus filtráció mértékére nem volt klinikailag lényeges hatással.
Szívelégtelenségben a lizinopril a szisztémás perifériás ellenállást csökkenti és a vénás kapacitást növeli. Ez a preload és afterload csökkenését eredményezi (a ventriculáris telődési nyomást csökkenti). Ezenkívül lizinopril kezelés alatt a szívteljesítmény, a stroke index és a telődési kapacitás fokozódik.
Akut myocardiális infarktus és stabil hemodinámia esetén a lizinopril megelőzheti a bal ventrikuláris zavart és megelőzi vagy gátolja a szívelégtelenség kialakulását, növeli a túlélési időt - elsősorban nitrátokkal való kombináció esetén.
Bár a lizinopril vérnyomáscsökkentő hatásmechanizmusa elsősorban a renin-angiotenzin-aldoszteron rendszer gátlásán alapszik, kimutatták, hogy a lizinopril alacsony reninszinttel járó hipertóniában is rendelkezik vérnyomáscsökkentő hatással.

## Készítmények
- Conpress
- Lisdene
- Lisonorm (lizinopril + amlodipin)
- Lisopress
- Lisopress HCT (lizinopril + hydrochlorothiazid)